# Gare de Neuillé-Pont-Pierre
Gare de Neuillé-Pont-Pierre vasútállomás Franciaországban, Neuillé-Pont-Pierre településen.

## Vasútvonalak
Az állomást az alábbi vasútvonalak érintik:
- Tours–Le Mans-vasútvonal

## Kapcsolódó állomások
A vasútállomáshoz az alábbi állomások vannak a legközelebb:
- Gare de Saint-Paterne (Gare du Mans, Tours–Le Mans-vasútvonal)
- Gare de Saint-Antoine-du-Rocher (Gare de Tours, Tours–Le Mans-vasútvonal)